# Berea (Kentucky)
Berea é uma cidade localizada no estado americano de Kentucky, no Condado de Madison.

## Demografia
Segundo o censo americano de 2000, a sua população era de 9851 habitantes. 
Em 2006, foi estimada uma população de 13.606, um aumento de 3755 (38.1%).

## Geografia
De acordo com o United States Census Bureau tem uma área de 
24,3 km², dos quais 24,2 km² cobertos por terra e 0,1 km² cobertos por água. Berea localiza-se a aproximadamente 312 m acima do nível do mar.

## Localidades na vizinhança
O diagrama seguinte representa as localidades num raio de 28 km ao redor de Berea. 